# Marsabit-Nationalpark

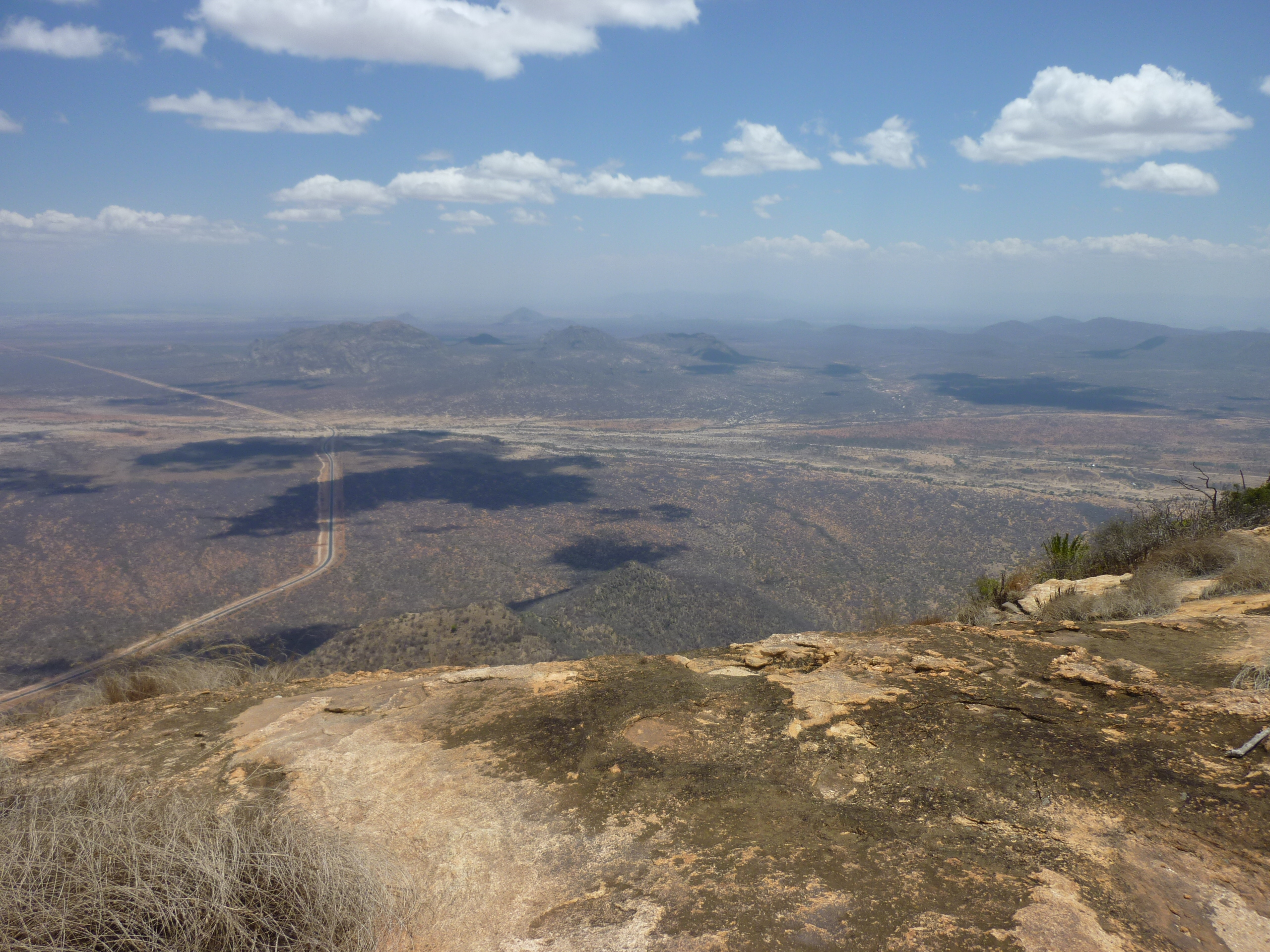
Marsabit-Nationalpark

Der Marsabit-Nationalpark ist ein Nationalpark im Marsabit County in Kenia. Der Nationalpark liegt am Mount Marsabit, in der Nähe der Stadt Marsabit. Im Park befinden sich drei Kraterseen, die die Wasserversorgung des ganzen Gebietes gewährleisten.

## Flora
Der Park befindet sich am und um den Mount Marsabit auf 400 bis 1700 m Höhe über dem Meeresspiegel. Er ist von Wüsten und Halbwüsten umgeben. Je nach Höhenlage beträgt der Jahresniederschlag 300 bis 1000 mm. Im Tal befindet sich Buschland, weiter oben am Berg wird die Landschaft zum Grasland, bewachsen mit Akazien und Olivenbäumen. Im Bergwald liegen einige Sümpfe und Frischwasserseen, darunter der Paradiessee, ein wassergefüllter Krater vulkanischer Entstehung.

## Fauna
Im Marsabit-Nationalpark leben unter anderem Giraffengazellen, Netzgiraffen, Große Kudus, Buschböcke, Grevyzebras, Kirk-Dikdiks, Karakals, Löffelhunde, Löwen, Leoparden, Geparden und Hyänen. Die afrikanischen Elefanten sind hier ziemlich scheu, ihr Bestand scheint gesichert. 1973 ging man von 300 Tieren aus, 1977 wurden 900 angenommen und 1987 waren es noch 529. Marsabit war die Heimat des berühmten Elefanten Ahmed, der wegen seiner besonderen Stoßzähne von Kenias Staatspräsident unter individuellen Schutz gestellt wurde. Außerdem sind dort etwa 400 Vogelarten beheimatet, beispielsweise der Siedelweber, Heuglintrappen, Rennvögel, Purpurreiher, Weißbauch-Lärmvogel und Seidenturakos.